# Viacamp
Avui dia Viacamp és la localitat més poblada del municipi de Viacamp i Lliterà dintre de la comarca de la Ribagorça, província d'Osca (Espanya).

## Geografia física

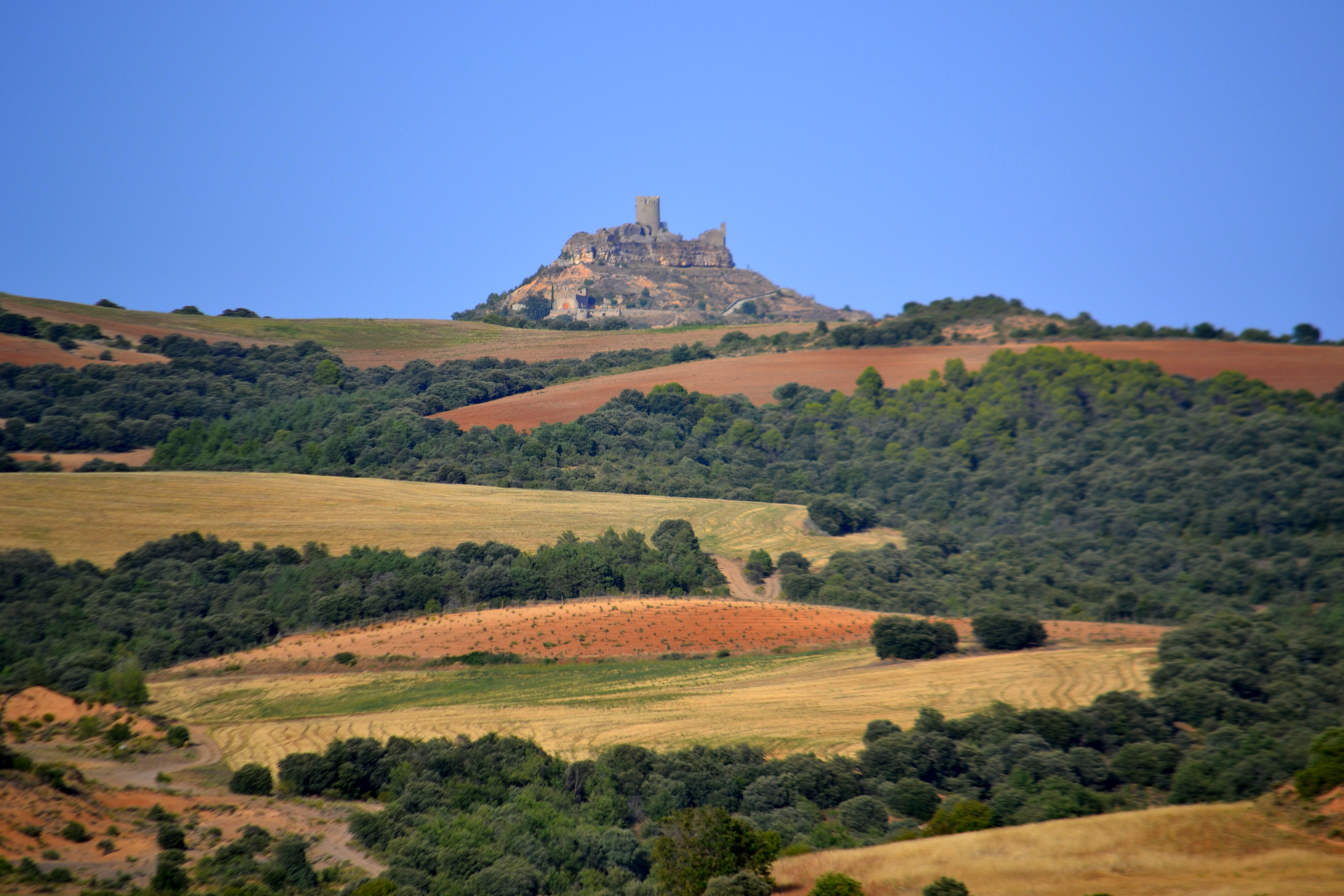
El que resta del castell de Viacamp

El terme municipal tenia tradicionalment una extensió de 66,11 km² que amb l'annexió abans de 1965 del terme de Fet, avui dia despoblat, passà a 108,21 km². L'antic terme és a l'extrem de llevant de la comarca, en contacte amb el Pallars Jussà i amb un petit sector de la Noguera, estès a la dreta de la Noguera Ribagorçana, que forma la divisió comarcal i provincial i corre de N. a S. Inicialment forma una vall relativament oberta i després a través de l'espectacular estret de Mont-rebei (7 km de llargada i uns 500 m. de profunditat amb parets molt dretes), que s'obre pas a través de les duríssimes calcàries del Montsec d'Estall o serra de Montgai i --a l'altra banda del riu-- del Montsec d'Ares. Accidenta el sector meridional del terme l'esmentat Montsec d'Estall, extrem de ponent del Montsec, molt encinglerat (1,324 m), anticlinori complex format per calcàries cretàcies que va desapareixent vers l'W sepultat sota les margues eocèniques, bé que fins a Benavarri arriben esperons aïllats. Altres elevacions menys importants que emmarquen el terme són les serres de Girbeta (808 m. al NE), de l'Almunia de Sant Llorenç (NW, 1,009 m.) de la Costa (NW), dels Cunyols (1,028 m. a l'W). El territori és format per badlands i glacis d'erosió drenats pels afluents de la Noguera per la dreta (barrancs de les Ortogues, de Montgai i de la Font) i per la major part del curs de la riera de Viacamp, que discorre pel sector de ponent del terme i desguassa al Riu de Queixigar prop de Tolba.
Comprèn, deixant de banda els nuclis despoblats de l'antic terme de Fet, els pobles de Viacamp (centre administratiu), Lliterà, els antics nuclis de l'Estall, Girbeta, Montgai, la quadra de Vallsegura d'Estall i diversos masos. Limita amb els termes ribagorçans del Pont de Montanyana (N), Lluçars, Tolba (SW), Casserres del Castell (SW), i Fet (S) i amb el de Sant Esteve de la Sarga (Pallars Jussà) i Àger (Noguera) a llevant. Passa pel N del terme d'W a E la carretera N_230 de Lleida a la Vall d'Aran, procedent de Benvarri i vers el Pont de Montanyana.
El poble de Viacamp (36 h. el 2018), és situat a 860 m. d'altitud, al sector septentrional del municipi, prop de la capçalera de la riera del seu nom, a la dreta de la carretera de Benavarri al Pont de Montanyana. Les cases aïllades unes de les altres, s'esglaonen al llarg del camí que puja vers el turó que domina el nucli, on hi ha restes de l'antic castell de Viacamp, l'església i el fossar. En la plataforma ovalada que forma el cim del turó, amb restes ben visibles de l'antic recinte murallat, destaca la torre del castell, de 10 m d'altura i murs de 2 m de gruix, que domina la vall (obra del segle XI) i a uns 50 m l'església parroquial de Sant Esteve, que conserva només la façana, amb la portada adovellada medieval (segles XIII-XIV), però és esfondrada. L'etimologia del lloc fa referència a l'antic camí romà que duia "al camp" (en el sentit llatí de terra plana). Conegut des del 1062, el castell de Viacamp fou infeudat successivament a Arnau Mir de Tost (1272). Després passà a la baronia de Castre, però a partir del 1322 formà part dels dominis del comte de Ribagorça. En la Primera Guerra Carlina es destacà el Rector de Viacamp en les partides carlines. A la falda del turó i als afores del poble hi ha la notable ermita de la Verge d'Obac, segons tradició antic monestir, edifici d'origen romànic amb una nau de volta de canó i porta adovellada amb arquivoltes i puntes de diamant treballades.
El poble de Lliterà és situat més a llevant de Viacamp, també al sector N. del terme, entre el barranc de les Ortogues i el seu afluent, el barranc de Viajuntes. Tenia 28 h el 1970 i 17 el 1981 i 14 el 2019. La seva església parroquial de la Mare de Déu del Roser té origen romànic (conserva l'absis) i és un edifici de pedra amb portal adovellat i robust campanar de torre quadrada. Abans hom explotava pedreres pròximes i aigua avall del barranc de les Ortogues hi havia un molí fariner. Creuen el poble l'antiga carrerada i l'antic camí de Tremp.
El llogaret d'Estall es troba enlairat a 866 m. als vessants meridionals de la serra del Montsec d'Estall (a la qual dona nom) o de Montgai, a la vora del barranc de Fet. Tenia 3 h el 1970 i el 1980 i el 1991 tan sols 1, ara està deshabitat i el petit de cases és presidit per l'antiga església parroquial de Santa Maria. El lloc d'Estall pertanyia el segle xiii als templers. Dins els seu antic terme hi ha l'ermita de Sant Antoni de Pàdua, a l'extrem de ponent de la serra; les ruïnes de l'ermita de Sant Miquel, i alguns antics masos, com Mas de Burg, el Mas de Baix, i el Mas de Quintillà, que havien tingut tots capella però que es troben avui ruïnosos, i també el Mas de Piquer, el Mas de Xiquet i el Mas del Serradet. formà un efímer municipi a mitjan segle XIX dit Estall i Vallsegura, que per la unió amb l'antiga quadra de Vallsegura d'Estall, que Madoz registra amb el nom de la Cerulla.

### Distribució forestal
Els conreus abasten solament el 5% de l'actual terme (amb Fet), les extensions ermes el 2'5%, els pasturatges el 5% (amb els erms deixats per pastures arriben al 15%) i els boscs cobreixen importants extensions 32%. La resta, de vegetació mediterrània, es distribueix en bosc obert (36%) i matollar. Els vessants de margues oligocèniques, amb vegetació molt degradada i amenaçats per les mossegades de l'erosió torrencial, foren reforestats pel Patrimoni Forestal per acord (1960) amb la Societat de Veïns de Viacamp i Lliterà, propietària de 1.200 ha.

### El relleu
L'accidentat relleu fa que els conreus s'instal·lin als glacis d'erosió en camps oberts, despullats, on els cereals alternen amb les lleguminoses i el guaret, però principalment a les terrasses de solana, on fins als 800 m. d'altitud es troben els conreus arbustius en estrets bancals separats per altes espones. Els béns col·lectius tenen el 45% de l'antic terme (20% municipals, 80% de la comunitat de veïns); els terrenys de conreu en relació amb els béns individuals són el 7% i el 605 de la seva estructura interna. La grandària mitjana de les explotacions és de 390 ha i la mitjana de parcel·les per explotació és de 8,2. Pel que fa al règim de tinença de les terres, la propietat directa té el 75% i l'arrendament el 9%. El regadiu ocupa poc espai (conreus herbacis); els cereals tenen el 83% de la superfície llaurada, predominant l'ordi sobre el blat amb força diferència i, a la resta hi ha farratges (8%, amb el 85% d'esparcet) i ametllers (0,4% en plantació regular).

## Geografia humana
La demografia és de signe marcadament negatiu. A partir d'un màxim de 675 h el 1860, s'estabilitza entre 400 i 500 fins al 1940. El 1950 havia baixat a 333 h. a 262 el 1960 i a 85 el 1970, malgrat l'annexió de Fet. El 1975 tenia 58 h, i el 1981, 51 i el 2005 en tenia només 15. La densitat és la més baixa de la comarca i l'índex d'envelliment és elevat.

### Bestiar oví
El bestiar oví va esdevenir els anys 1970 l'activitat ramadera principal, disminuint més tard el seu capital. La principal producció restava concentrada principalment en dues explotacions, que no practica la transhumància. El bestia porcí es manté en unes poques famílies de cria de porcells amb truges. La dotació de serveis és molt insuficient malgrat les rendes col·lectives que rep el municipi per l'explotació forestal i per la central elèctrica de Canelles.